# GoldenCat 2025
A GoldenCat de 2025 é a 5ª edição do torneio amigável de início de época, organizado pela Federatió Catalana de Patinatge.
O torneio será disputado entre 21 e 24 de Agosto de 2025 no Pavilhão Desportivo Can Xarau, em Cerdanyola del Vallès, Barcelona

## Fase de Grupo
| Pos | Equipe    | Pts | J | V | E | D | GP | GC | SG | Classificação ou descenso  |
| --- | --------- | --- | - | - | - | - | -- | -- | -- | -------------------------- |
| 1   | Itália    | 0   | 0 | 0 | 0 | 0 | 0  | 0  | 0  | Apurado para a Final       |
| 2   | França    | 0   | 0 | 0 | 0 | 0 | 0  | 0  | 0  | Apurado para a Final       |
| 3   | Catalunha | 0   | 0 | 0 | 0 | 0 | 0  | 0  | 0  | Apurado para 3º e 4º Lugar |
| 4   | Portugal  | 0   | 0 | 0 | 0 | 0 | 0  | 0  | 0  | Apurado para 3º e 4º Lugar |

### Jornada 1
| 21 agosto 2025 | Itália   | 0-0 | França | Pavilhão Desportivo Can Xarau - Cerdanyola del Vallès, Barcelona |
| 14:30          | --- 0' · |     |        |                                                                  |

| 21 agosto 2025 | Catalunha | 0-0 | Portugal | Pavilhão Desportivo Can Xarau - Cerdanyola del Vallès, Barcelona |
| 19:30          |           |     |          |                                                                  |

### Jornada 2
| 22 agosto 2025 | Itália | 0-0 | Portugal | Pavilhão Desportivo Can Xarau - Cerdanyola del Vallès, Barcelona |
| 14:30          |        |     |          |                                                                  |

| 22 agosto 2025 | Catalunha | 0-0 | França | Pavilhão Desportivo Can Xarau - Cerdanyola del Vallès, Barcelona |
| 19:30          |           |     |        |                                                                  |

### Jornada 3
| 23 agosto 2025 | Catalunha | 0-0 | Itália | Pavilhão Desportivo Can Xarau - Cerdanyola del Vallès, Barcelona |
| 15:00          |           |     |        |                                                                  |

| 23 agosto 2025 | França | 0-0 | Portugal | Pavilhão Desportivo Can Xarau - Cerdanyola del Vallès, Barcelona |
| 19:30          |        |     |          |                                                                  |